# エレミシン
エレミシン(Elemicin)は、フェニルプロペンの一種である。ナツメグの精油中に存在する。また、エレミの天然樹脂や精油にも少量含まれる。ある研究では、精油中に2.4%含まれていた
。生のナツメグは、含まれるエレミシンとミリスチシンのため、抗コリン性を持つことが知られている。エレミシンはナツメグの持つ向精神作用の原因にもなっている。